# Ennis (Montana)
Ennis è una piccola città degli Stati Uniti d'America situata nel Montana, nella Contea di Madison.
È ubicata in una ampia piana alluvionale di origine glaciale a 1506 metri m slm., alla sinistra orografica del fiume Madison, che localmente fluisce in direzione nord, provenendo dal territorio del Parco nazionale di Yellowstone.
E abitata soprattutto da allevatori di bestiame, il territorio circostante è costellato da fattorie sparse, dedite soprattutto all'allevamento di bestiame e alla coltivazione di foraggio.
La zona ha importanza turistica per sport invernali, e la pesca alla trota nel fiume Madison.
Ha un apprezzabile centro medico (Madison Valley Medical Centre), ed un piccolo aeroporto (Big Sky Airport) dedicato soprattutto come collegamento turistico, per gli sport invernali, e la pesca sportiva.